# Thaumasura westwoodi
Thaumasura westwoodi är en stekelart som beskrevs av Girault 1917. Thaumasura westwoodi ingår i släktet Thaumasura och familjen puppglanssteklar. Inga underarter finns listade i Catalogue of Life.